# 400er
Portal Geschichte | Portal Biografien | Aktuelle Ereignisse | Jahreskalender | Tagesartikel

◄ |
4. Jh. |
5. Jahrhundert
| 6. Jh. | ►

◄ |
370er |
380er |
390er |
400er
| 410er | 420er | 430er | ►

400 |
401 |
402 |
403 |
404 |
405 |
406 |
407 |
408 |
409

## Ereignisse
- um 400 : In Indien wird erstmals die Ziffer Null verwendet.
- 400: Erstes kirchliches Bücherverbot; es spricht das Verbot aus, Schriften des Origenes zu lesen oder zu besitzen (siehe: Edikt contra Origenem).
- 401: Alarich fällt mit den Goten in Italien ein und gelangt bis Mailand; Verwüstung Nord-Italiens. Die Römer ziehen ihre Truppen nach Italien zurück und verlegen die Hauptstadt von Mailand nach Ravenna.
- 404: Endgültiges Verbot der Gladiatorenspiele durch Flavius Honorius.
- 405: Germanen und Ostgoten unter Radagais fallen in Italien ein und belagern Florenz. Sie werden 406 durch Stilicho in der Schlacht bei Faesulae vernichtet.

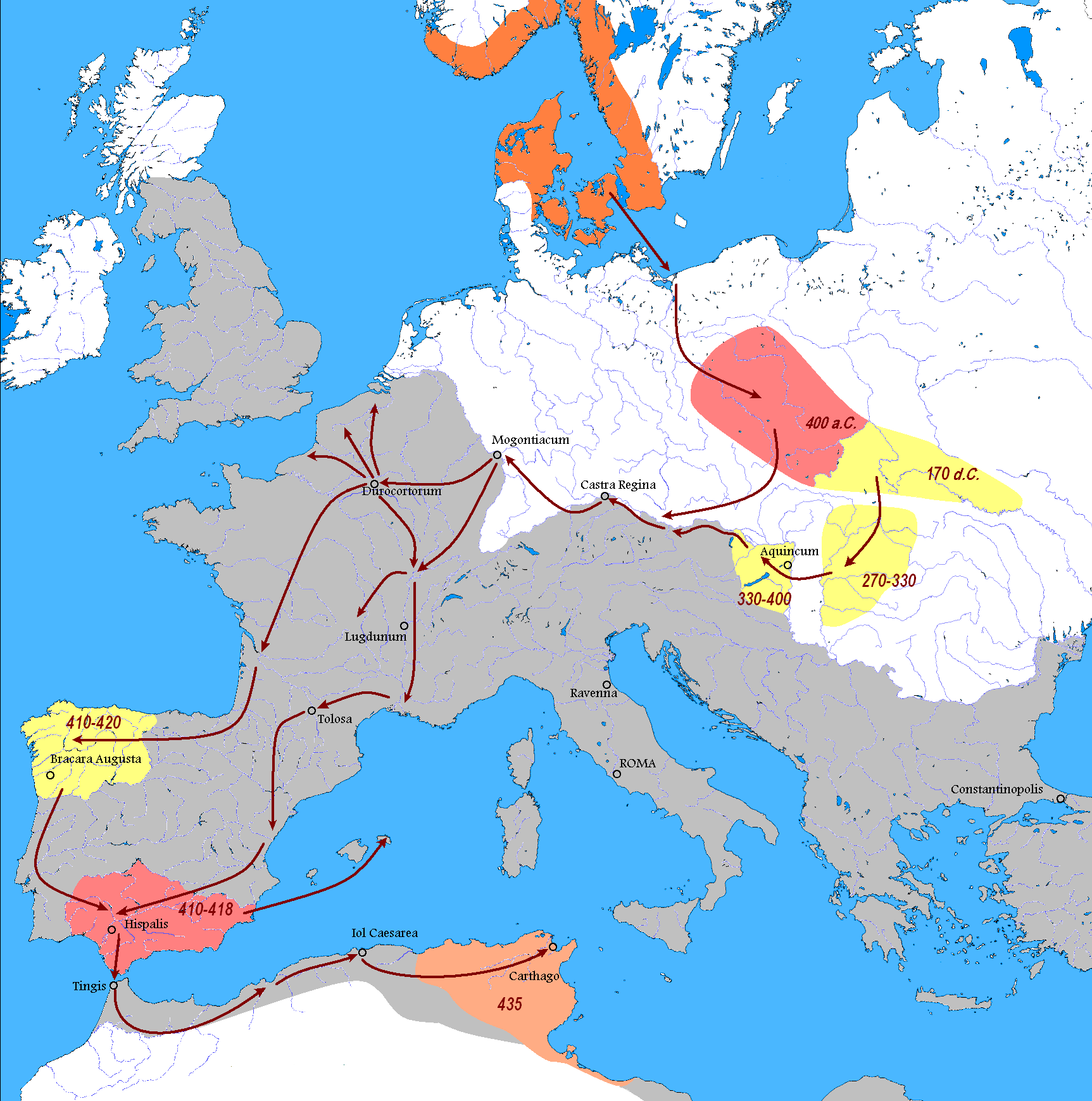
Mutmaßliche Wanderungen der Vandalen bis ca. 435. Mogontiacum als vermuteter Ort des Rheinübergangs

- 31. Dezember 406: Vandalen, Quaden, Alanen, Sueben und Alamannen fallen gemeinsam in das von den römischen Truppen verlassene Gallien ein.
- 409: Vandalen, Quaden, Sueben und Alanen schließen einen Ansiedelungsvertrag bezüglich ihrer Wohngebiete auf der Iberischen Halbinsel. Die Verteilung auf die Siedlungsplätze erfolgt per Los: die Sueben und die asdingischen Vandalen erhalten Galicien, die Alanen Lusitanien, die silingischen Vandalen die Baetica.